# Ibérská smlouva

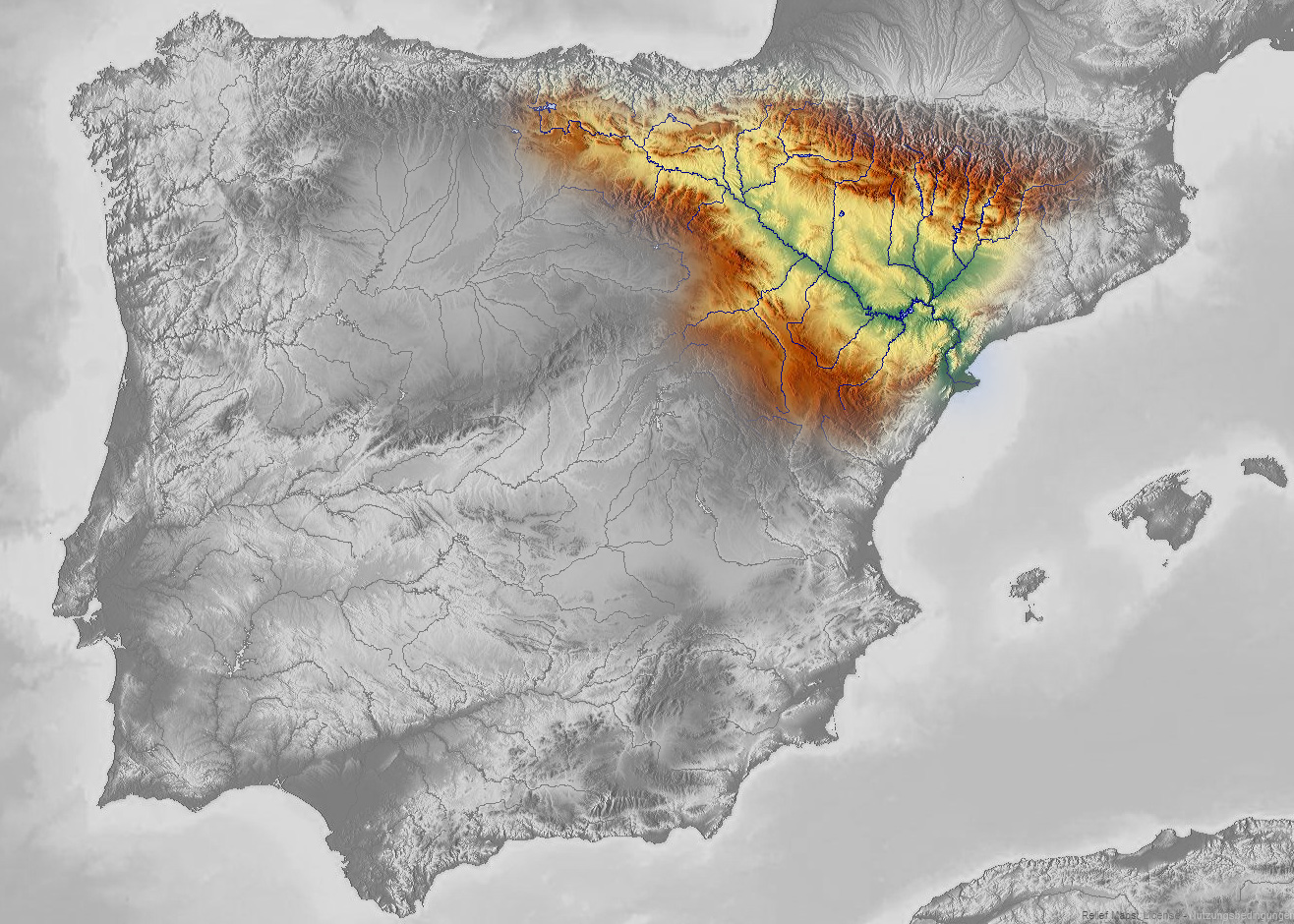
Řeka Ebro

V době mezi první a druhou punskou válkou uzavřel kartaginský velitel Hasdrubal smlouvu s Římany, v níž se zavázal nerozšiřovat punskou říši v Ibérii na sever od řeky Ebro. Na základě toho se tato řeka stala hranicí kartaginské sféry vlivu na Pyrenejském poloostrově.

## Předchozí vývoj
Po porážce v první punské válce ztratili Kartáginci území na Sicílii a Sardinii, jichž se zmocnili vítězní Římané. Punský velitel Hamilkar Barkas se v roce 237 př. n. l. vylodil na jihu Pyrenejského poloostrova a v údolí řeky Baetis (Guadalquivir) zahájil výboje vedoucí ke vzniku nové kartaginské zámořské domény. Po Hamilkarově smrti převzal velení punských sil v Ibérii jeho zeť Hasdrubal. Ten pokračoval v Hamilkarově díle a vojenskými a diplomatickými prostředky rozšířil a upevnil kartaginskou moc na poloostrově. Na jihovýchodním pobřeží založil město nazývané Římany Nové Kartágo (dnešní Cartagena).
Galové obývající severní Itálii, území známé tehdy jako Předalpská Galie, začali v roce 226 př. n. l. vážně ohrožovat římskou republiku, neboť se připravovali k mohutnému vpádu na Apeninský poloostrov. V následujícím roce shromáždili Římané značné vojenské síly k odražení Galů, z nichž však nezanedbatelnou část odeslali do Tarenta a na Sicílii. Jednoho z konzulů vyslali s vojskem dokonce na Sardinii. Zhruba o deset let dříve využili obdobných nesnází Kartáginců, způsobených žoldnéřskou válkou, a tento ostrov jim odňali. Obávali se proto, aby se Kartáginci nechopili galské krize jako příležitosti k opětovnému získání Sardinie.

## Sjednání smlouvy a její obsah
Souběžně s preventivními vojenskými opatřeními vyslali Římané poselstvo do Ibérie a uzavřeli smlouvu s Hasdrubalem. Polybios k tomu uvádí, že je znepokojoval růst jeho moci a předpokládali, že v budoucnu dojde k válce s Kartágem. Protože je ale právě svírali Galové, rozhodli se jednat s Hasdrubalem přátelsky a doslova ho „uchlácholit“, aby se mohli nejprve vypořádat s bezprostředním ohrožením.
Smlouva obsahovala ujednání, že „Kartáginci nesmějí s válečnými úmysly překročit řeku Ibér.“ Třebaže se dosud vedou diskuse o tom, o jakou řeku se jednalo, považuje se za téměř jisté, že touto řekou bylo myšleno Ebro. Jelikož území ovládané tehdy Hasdrubalem sahalo zhruba k řece Tagus (Tajo), šlo ze strany Římanů o zjevný ústupek. Kartaginskému veliteli ponechali totiž volnou ruku v takřka celé Ibérii s výjimkou severovýchodní části země a fakticky ho uznali za tamějšího vládce. Výměnou za to předešli riziku koordinovaného útoku Galů a Punů. Tím, že Římané vymezili punskou sféru zájmů řekou Ebro a nikoli pohořím Pyreneje, tvořícím přirozenou hranici Ibérie, zabránili navíc možnosti přímého kontaktu Hasdrubala s Galy.
Smlouva byla uzavřena patrně před vyvrcholením galské invaze do Itálie, to znamená v roce 225 př. n. l. Ačkoli nelze vyloučit, že sjednání smlouvy nastalo o rok dříve, současní badatelé argumentují ve prospěch pozdějšího data. Poukazují přitom na skutečnost, že krátce poté, co legie dorazily na Sardinii a Sicílii, Římané je opět odvolali, k čemuž došlo zřejmě v reakci na uzavření smlouvy. Kdyby smlouvu uzavřeli již v roce 226 př. n. l., nemuseli by chránit ostrovy před případným kartaginským útokem.

## Sporná ujednání
Polybios výslovně zdůrazňuje, že o ostatní Ibérii se ve smlouvě nehovořilo. Pozdější autoři nicméně zmiňují i jiná ustanovení, jež měla být její součástí. Livius uvádí, že „hranicí obou územních celků se stane řeka Hiberus a Sagunťanům, sídlícím mezi správními celky obou národů, bude ponechána svoboda.“ Appiános udává, že „Sagunťané a další Řekové v Hispánii budou samostatní a svobodní.“ Zároveň nesprávně určuje polohu města Saguntum a umisťuje ho mezi Pyreneje a Ebro, tedy severně od této řeky. Existence těchto ustanovení, zejména pasáží týkajících se Sagunta, je sporná, neboť nápadně odpovídají římské propagandě obviňující Kartágince z porušení smlouvy.
Saguntum se nacházelo na východním pobřeží Iberského poloostrova jižně od řeky Ebro a spadalo do kartaginské sféry vlivu. Podle Polybiova tvrzení vstoupili Sagunťané mnoho let před nástupem Hannibala pod ochranu Římanů, čímž chtěli předejít ovládnutí Kartáginci. Pravděpodobně se tak stalo v témže roce, kdy Římané vyslali emisary k Hasdrubalovi. Přesná povaha vztahů mezi Římem a Saguntem zůstává přesto nejasná. Podle všeho se nejednalo o spojenecký svazek, byť Sagunťané udržovali s Římany přátelské styky. Když Hannibal v roce 219 př. n. l. Saguntum oblehl, neučinili Římané nic pro záchranu města, třebaže jeho pád jim následně posloužil jako záminka k vyhlášení druhé punské války.

### Prameny
- APPIÁNOS. Zrod římského impéria: římské dějiny. Praha: Svoboda, 1986
- LIVIUS. Dějiny IV. Praha: Svoboda, 1973, 1975
- POLYBIOS. Dějiny I, II. Praha: Arista, Baset, Maitrea, TeMi CZ, 2008, 2008. ISBN 978-80-86410-56-2 ISBN 978-80-86410-60-9